# Zeferina
Zeferina (fl. 1826) était une femme leader d'une révolte d'esclaves de 1826, la révolte de Quilombo do Urubu, près de Salvador, Bahia, au Brésil.

## Jeunesse et esclavage
Zeferina était originaire d'Angola, mais a été amenée au Brésil comme esclave,.

## Révolte du Quilombo do Urubu
À Piraja, dans la banlieue de Salvador de Bahia, des esclaves fugitifs et des indigènes Tupinamba ont créé une communauté dans les bois appelée le Quilombo do Urubu. Ils y cultivent leur propre nourriture et pratiquaient des rituels de candomblé. De là, ils mènent des offensives constantes pour libérer d'autres esclaves. L'un des chefs de la révolte de décembre 1826 est Zeferina. Le 15 décembre, les rebelles s'emparent d'un village de Cabula, un district voisin de Piraja. Le 17 décembre, une trentaine de soldats du Salvador sont envoyés pour réprimer la rébellion. Armés « d'arcs et de flèches, de couteaux, de fourches, de hachettes et de lances », les rebelles ont remporté le premier engagement avec les soldats. Cependant, avec l'arrivée de renforts, les rebelles sont vaincus.

### Capture
Après avoir été arrêtée, Zeferina est forcée d'avouer la nature des plans des rebelles. Par la suite, elle et un autre dirigeant nommé Antonio sont condamnés aux travaux forcés pour leur rôle dans le soulèvement.

## Dans la culture populaire
Le tableau Zeferina de l'artiste brésilien Dalton Paula la représente.